# Сефареті
Сефареті (груз. სეფარეთი) — село в Грузії.
За даними перепису населення 2014 року в селі проживає 109 осіб.